# مود إدواردز
مود إدواردز هي نسوية أسكتلندية وناشطة في حق المرأة بالتصويت. تم سجنها في سجن بيرث عام 1914 لتقطيعها صورة شخصية رسمها للملك جورج الخامس جون لافري، معلقة في الأكاديمية الملكية الأسكتلندية في إدنبرة. تم إطعامها قسرًا في السجن على الرغم من إصابتها بمرض في القلب.

## إدارة حملات من أجل حق المرأة في التصويت
حوكمت مود إدواردز أمام هيئة محلفين في محكمة مفوض الأمن في إدنبرة بتهمة تقطيع صورة شخصية رسمها جون لافري، في 23 مايو 1914. كانت الصورة، وهي دراسة بورتريه للملك في العائلة المالكة في قصر باكنغهام، 1913، واحدة من الصور التي وافق عليها الملك نفسه.
كانت الصورة معلقة في «الغرفة الكبرى» في الأكاديمية الملكية الأسكتلندية في إدنبرة، مثبتة على شاشة خاصة تعلوها ستارة وتاج مطليين بالذهب. أبعدت إدواردز، التي وُصفت بأنها «امرأة رثة الملابس» ترتدي عباءة، المراقبين بسبب الاهتمام الشديد الذي أبدته بالمعروضات، حيث حدقت من خلال «نظاراتها السميكة» في الصور. أخذت معها بليطة إلى الصورة على مرأى ومسمع من الجميع؛ ضربتها «على جهة الصدر اليسرى وأسفلها مباشرة حيث توضع الميداليات والزخارف التي يرتديها الملك». كان تصرفها ردًا على فشل محاولة السيدة بانكهورست في قيادة وفد إلى الملك على أبواب قصر باكنغهام وصرحت إدواردز أن الأمر كان يتطلب «الكثير من الجرأة للقيام بهذا العمل».
منذ أوائل عام 1913، كان المناضلون المناصرون لحقوق المرأة يحاولون لفت انتباه الملك جورج الخامس إلى قضية حق التصويت.
- في يونيو 1913، توفيت إميلي وايلدينغ دافيسون بعد أن ركضت في ديربي إبسوم بينما كانت تحاول الإمساك بلجام فرس سباق الملك.
- في أكتوبر 1913، عطل مقدمو الالتماسات حفل الزفاف الملكي للأميرة ألكسندرا.
- في ديسمبر 1913، استولى المتظاهرون على حفل لجان دارك.

ومع ذلك، لم يتأثر الملك لسماع حجج المناصرين لحقوق المرأة في التصويت. لذلك بحلول وقت إحباط وفد قصر باكنغهام في مايو 1914، أصبحت شعبيته منخفضة جدًا.
بذلك، يظل هجوم مود إدواردز على رسمة لافري للملك «المثال الأكثر مصداقية للهجوم الذي تم تنفيذه لإحداث ضرر شخصي رمزي... الاحتجاج الأكثر شدة الذي كان من الممكن ارتكابه دون تجاوز الحد إلى سفك دماء فعلي. ربما تكون حقيقة أن ضربة البليطة كانت موجهة إلى منطقة الصدر في الصورة مؤشرًا على نواياها».

## محاكمة مود إدواردز
فيما يلي نص لائحة الاتهام:
مود إدواردز، 27 شارع فريدريك، إدنبرة، تم توجيه الاتهام إليك بناء على طلب الرايت المحترم روبرت مونرو، محامي جلالة الملك، والتهمة الموجهة إليك هي أنه في 23 مايو 1914، في معرض الأكاديمية الملكية الأسكتلندية، ذا ماوند، إدنبره، ضربتي عمدًا وبشكل عدائي وقطعتي باستخدام بلطة وأتلفتِ صورة لجلالة الملك جورج الخامس، للرسام جون لافري آر إس إيه.
بتصريح من محامي جلالة الملك،
[توقيع] هنري براون
المدعي العام
تم وصف سرد موجز للمحاكمة في صحيفة إدنبرة إيفنينغ ديسباتش.
مشاهد مضطربة في المحكمة وإجراءات استثنائية في نطق حكم محاكمة إدنبره لناشطة في حق التصويت
شهدت محكمة مفوض الأمن إدنبره اليوم حدوث مشاهد غير عادية... حيث أنه فور وضع المتهمة في قفص الاتهام، بدأت في إطلاق سيل من التعليقات على إجراءات المحكمة، واستمرت بها أثناء المحاكمة، التي استمرت لمدة عشرين دقيقة.  كان هناك أكثر من عشرين من رجال الشرطة في الخدمة في أجزاء مختلفة من المحكمة، بينما تم تجهيز عدد مماثل منهم بملابس مدنية من أجل جميع الاحتمالات. عند دخول المحكمة حدث تصفيق عالٍ من عدد كبير من المناصرين لحق المرأة في التصويت، الذين احتلوا المحكمة، واستقبلوا المتهمة، بينما ارتفعت هتافات عند مناداة اسمها.
عندما طلب منها الرد على لائحة الاتهامات، التي وجهت لها، في 23 مايو، في الأكاديمية الملكية الأسكتلندية، بضرب واستخدام بلطة لقطع وإتلاف صورة جلالة الملك جورج الخامس، للرسام جون لافري آر إس إيه، صاحت المتهمة لسيادته قائلةً، «لن أحاكم. لن أستمع إليك أو إلى أي أحد مهما كان».
الشريف -سأعتبر هذا بمثابة إقرار بأنك غير مذنبة. (تصفيق في المحكمة).
تم إخلاء قاعة المحكمة وكان لا بد من طرد عدد من أنصار إدواردز بالقوة، مما أثار «هتافًا حماسيًا» عند مغادرتهم. حضرت غريس كاديل، الطبيبة والناشطة في مجال حق التصويت، المحاكمة وعندما أمر العمدة، اللورد ماكوناتشي، بإخلاء المحكمة، أفادت الصحافة أنها قاومت بشدة لدرجة أنه تطلب جهود ثلاثة ضباط شرطة لإخراجها.